# Artemisia capillaris
Artemisia capillaris — вид квіткових рослин з родини айстрових (Asteraceae). Поширення: Китай, Японія, Корея, Монголія, Пакистан, Тибет, Індія. Населяє вологі схили, пагорби, тераси, узбіччя доріг, береги річок.

## Біоморфологічна характеристика
Це дворічна або багаторічна трав'яниста рослина заввишки 30–80(100) см; кореневище вертикальне й дерев'янисте; стебла зазвичай від 1 до кількох, тонкі, прямовисні, блідо-пурпурового або червонувато-коричневого кольору, голі. Прикореневе листя шовковисто-волосисте, коротконіжкове. Середнє стеблове листя майже сидяче; листова пластинка довгасто-яйцеподібна, 2–4 × 1–2.5 см, 1- або 2-перисторозсічена; сегменти ниткоподібні, 8–12 × 0.3–0.5 мм, ± гострі. Найбільш верхнє листя та листоподібні приквітки прості, ниткоподібні з 1 або 2 базальними вушками. Синцвіття — від вузької до широкої волоть, 10–30 × 5–15 см. Квіткові голови численні. Обгортка яйцеподібна, ≈ 1.75–2.25 × 1–1.5 мм; листочки обгортки 3- або 4-серійні, голі. Квіточок 8–12, жовті. Крайових жіночих квіточок 3–5. Дискових квіточок 5–7, чоловічі. Сім'янка коричнева, довгасто-яйцеподібна, ≈ 0.8 мм.